# Охридско-дебарски устанак
Охридско-дебарски устанак је израз који се у одређеним историјским изворима употребљава као назив за масовни упад наоружаних Албанаца и комита ВМРО са територије Кнежевине Албаније на територију Краљевине Србије започет 11. септембра 1913. године а окончан акцијом војске Краљевине Србије после десетак дана. Овај упад су подржали војска Аустроугарске и Краљевине Бугарске уз одређено учешће и становника западне Македоније (припадника ВМРО и становника албанске националности из Охрида, Струге, Дебра и Кичева које су организовали чланови ВМРО, комитске војводе Петар Чаулев и Милан Матов (брат члана централног комитета ВМРО Христа Матова). Акције устаника су биле временски синхронизоване са септембарским упадом на територију Краљевине Србије и групе од око 10.000 косовскометохијских качака које су у Албанији обучавали и наоружали припадници ВМРО и који су под командом Исе Бољетница, Бајрама Цурија и Киасима Лике заузели Љуму и Ђаковицу и опколили Призрен.

## Ток устанка
Било је планирано да устанак буде подигнут у октобру 1913. Започет је 11. септембра 1913, раније него што је планирано због случајног сусрета јединице наоружаних албанских побуњеника и јединице војске Краљевине Србије у селу Пишкопеја. Овај сусрет је резултовао оружаним сукобом који је изазвао превремени почетак устанка. Устанак је започео нападом на мале гарнизоне војске Краљевине Србије у Охриду, Струги и Дебру. Пошто је војска Краљевине Србије била приморана да се повуче ова три града су током наредних неколико дана била под контролом побуњеника. Ови почетни успеси албанских побуњеника су имали веома велики одјек међу Албанцима у западној Македонији као и Призрену и Ђаковици где је у акцији која је по времену синхронизована са Охридско-дебарским устанком, група од око 10.000 косовскометохијских качака које су у Албанији обучавали и наоружали припадници ВМРО, под командом Исе Бољетница, Бајрама Цурија и Киасима Лике, извршила инвазију на територију Краљевине Србије, заузеле Љуму и Ђаковицу и опколиле Призрен.
Устаници су одмах по избијању сукоба 11. септембра 1913. заузели Дебар и у њему поставили своју власт, два Албанца (Али Пустина и Риза-бег) и једног Македонца (Христо Атанасов). Том приликом је заробљено око 200 војника Краљевине Србије. Војници Краљевине Србије су у селу Горенци најдуже пружали отпор устаницима. Устаници су 13. септембра 1913. заузели Охрид. После заузимања Охрида устаници су се упутили ка Кичеву са циљем да га заузму. Одреди устаника под командом војвода Антона Шибакова и Нестора Георгијева су се у месту Петрино сукобили са јединицама војске Краљевине Србије које су се из Битоља упутиле да угуше устанак. Борба је трајала два дана. Одред устаника под командом Петра Чаулева је после успеха у борби са јединицама војске Краљевине Србије у месту Иванчишта 17. септембра 1913. заузео Кичево. Код Галичице су се устаници сукобили са јединицама војске Краљевине Србије и Грчке. Матов и Чаулев су имали супротстављене ставове о активностима које треба предузети у даљем току устанка што се прочуло међу устаницима и допринело ширењу панике међу устаницима и народом који је чамцима бежао из Охрида у Албанију.
Војска Краљевине Србије је убрзо по његовом избијању угушила овај устанак. Милан Матов је побегао у Албанију а затим у Бугарску. Умро је 21. маја 1962. године у Софији у Бугарској.

## Подршка Албаније устаницима
Милан Матов је боравио у Албанији у Елбасану у циљу обезбеђивања подршке за овај устанак. Исмаиљ Ћемали је сматрао да је Албанија превише слаба да би се отворено сврстала на страну побуњеника па је стога обећао сву могућу тајну подршку и помоћ устаницима, сматрајући да велике силе неће дозволити Краљевини Србији да поновно заузме територије под контролом побуњеника. Испоставило се да је ова претпоставка била погрешна. На тај начин је и формално формиран први савез ВМРО и Албаније у борби против заједничког непријатеља, Краљевине Србије. Одлуком да тајно помаже ВМРО у борби против Краљевине Србије Исмаиљ Ћемали практично први пут конфронтира новостворену државу Албанију са Србијом. На основу подршке коју му је пружио Исмаиљ Ћемали, Милан Матов је у Албанији окупио одређени број наоружаних Албанаца и са њима је извршио упад у Краљевину Србију и организовао становнике Струге, Дебра и Охрида у побуњеничке одреде.
Овај случај није био једини пример подршке Албаније нападима наоружаних качака и комита пробугарске ВМРО на територију Краљевине Србије. Ова подршка Албаније је постојала у оним деловима Албаније у којима је имао контролу Исмаиљ Ћемали и у периодима када Есад-паша Топтани није имао никакву власт у Албанији. На територији Албаније је почетком 1914. године било припадника аустроугарске војске који су тесно сарађивали са нелегалним одредима наоружаних албанских бандита а касније током године и комбинованим одредима састављеним од домаћег становништва и бугарских комита.
Међутим, није се радило ни о каквој побуни или устанку македонских Албанаца, него о организованом масовном упаду са албанске територије, иза којег су стајали аустроугарски и бугарски војни кругови. У првом налету су пали Пишкопеја, Жировица и Дебар. У нападу је учествовало око 10.000 Албанаца, којима су руководили страни официри, а с њима су садејствовали и извесни комитски одреди ВМРО и лично с Јанетом Санданским, који је више месеци боравио у Албанији организујући албански покрет према Македонији.— Димитрије Богдановић, „Књига о Косову“

## Циљеви устанка
Вође устанка су биле свесне да је њихова војна снага недовољна да се супротставе војсци Краљевине Србије. Због тога првобитно није било планирано да се заузимају градови већ да се оружаном борбом у руралним пределима југозападне Македоније скрене пажња светске јавности. Током устанка је овим поводом долазило до сукоба између вођа устанка и у даљем току устанка се одустало од ових планова и заузети су градови Дебар, Охрид, Струга и Кичево.

## Извештај Међународне комисија Карнегијеве задужбине за међународни мир о устанку
Међународна комисија Карнегијеве задужбине за међународни мир је током 1913. године истраживала наводе о ратним злочинима почињеним током Балканских ратова и непосредно по њиховом завршетку и о својим налазима саставила извештај у којем је навела неке детаље о Охридско—дебарском устанку. У овом извештају се између осталог наводи и то да је после пораза устаника почетком октобра 1913. око 25.000 Албанаца било побегло од војске Краљевине Србије. Они који нису побегли су подвргнути „познатом третману у српским рукама“. У извештају се наводи да је током гушења устанка убијено око 150 Бугара и око 500 Турака и Албанаца. Куће комитских војвода Матова и Чаулева су биле уништене. Око педесет младих образованих људи је ухапшено, свакодневно тучено и остављано без хране и по три дана. Сви свештеници су билу ухапшени. Комисија у свом извештају констатује да су и Бугари трпели последице устанка. Највиђенији људи су били ухапшени или убијени, а одређени број етнички мешовитих села је спаљен у региону Горна река, Долна река и Голо брдо.